# Heinrich Stahl (Oberamtmann)
Heinrich Stahl (* 5. April 1837 in Freudenstadt; † 9. September 1906 in Stuttgart) war ein württembergischer Oberamtmann.

## Leben und Werk
Stahl studierte von 1856 bis 1860 Regiminalwissenschaft in Tübingen. Seit 1857 war er Mitglied der Studentenverbindung Tübinger Königsgesellschaft Roigel. Er legte 1860 und 1862 die höheren Dienstprüfungen ab. Zwischen 1864 und 1870 war er als Aktuar bei den Oberämtern Tuttlingen und Kirchheim und von 1870 bis 1872 als Sekretär beim Ministerium des Innern in Stuttgart beschäftigt. Von 1872 bis 1874 war er Oberamtmann beim Oberamt Spaichingen und von 1874 bis 1877 beim Oberamt Horb. 1877 wurde Heinrich Stahl wegen „groben Verstößen gegen die Ordnung des Dienstes“ auf ein kleineres Oberamt, nämlich das Oberamt Welzheim, versetzt. Er leitete dieses Amt bis 1882, anschließend von 1882 bis 1890 das Oberamt Aalen. 1890 nahm man ihm die Leitung des Oberamtes wegen „verzögerlicher Geschäftsbehandlung“ und „Säumnis wegen einer verlangten Berichterstattung“ und versetzte ihn als Kollegialhilfsarbeiter auf die Expeditorstelle bei der Ministerialabteilung für das Hochbauwesen.

## Ehrungen
- 1887 wurde Heinrich Stahl das Ritterkreuz 1. Klasse des Friedrichs-Ordens verliehen.